# Сестри Зайцеви
«Сестри Зайцеви» — російський жіночий вокальний дует близнючок Тетяни Миколаївни та Олени Миколаївни Зайцевих, що став відомим завдяки пісні «А мы идём в кино», яка була випущена на платівці в журналі «Кругозір» 1972 року. Ширшу популярність дует здобув через Філіпа Кіркорова в 1991 році (ДЦКЗ «Росія»). Олена і Тетяна Зайцеви стали лауреатами премії «Овація» 1997 року під відеокліп «Сумасшедший снег». 2010 року після серії публікацій і телепрограм стали відомі як захисниці бездомних собак.

## Біографія
Тетяна і Олена Миколаївни Зайцеви народилися 16 грудня 1952 уВоронежі, Тетяна народилася на 15 хвилин раніше. Тато сестер Микола Прокопович Зайцев був військовим лікарем, мама Клавдія Іванівна Зайцева за освітою оперна співачка та піаністка.
Сестри закінчили Всеросійську творчу майстерню естрадного мистецтва ім. Леоніда Маслюкова.
Співачки мають абсолютно однакову зовнішність. Провели дитинство в НДР — їхній батько — офіцер радянської армії — служив у Групі радянських військ у Німеччині, а загальноосвітню школу дівчинки закінчили у Калузі.
У 18-річному віці, в 1971 році, Олена Зайцева вийшла заміж за німця на ім'я Рольфа і переїхала на проживання до Вісбадена. Після розлучення повернулася в Москву.
Тетяна в цей час також перебувала в СРСР і Росії, де співала в московських ресторанах. Пісня «Сестра», текст якої розповідає про переживання двох сестер, одна з яких живе в Москві, а інша — в Амстердамі, стала найвідомішою піснею дуету, Зайцеви вперше виконали її на концерті в ДЦКЗ «Росія» в Москві в 1994 році.
Першим чоловіком Тетяни Зайцевої був Юрій Черенков (пом. 2011), режисер, творець першого театру вар'єте в Москві. Тетяна і Юрій прожили кілька років і розлучилися. У цьому союзі у пари народився син Олексій Черенков (1983—2015; загинув, займаючись паркуром в московському метро). Онук — Максим Черенков. На його розвиток сестри витрачають щомісяця близько 150 тисяч рублів.
Нинішній чоловік Тетяни — громадянин США, росіянин за походженням, підприємець Нік Віссоковський. Він також є продюсером творчого дуету. Завдяки його підтримці Зайцеви виступали в Лас-Вегасі в казино «Міраж», «Венеція» і «Фламінго».
Олена була членом ради директорів московського казино «Беверлі Хіллз». Керівником керуючої компанії цього ж казино з 1996 року був чоловік Тетяни Нік Віссоковський. Після конфлікту, пов'язаного з переділом власності, замаху і порушення проти неї кримінальної справи (яке пізніше було закрито) поїхала в США.
До від'їзду Олени сестри проживали разом в п'ятиповерховому особняку Тетяни з червоної цегли в Ніколо-Урюпіному під Москвою. Під час зйомок кліпу за участі Чака Норіса в Олени з американським актором почався недовгий роман.

## У світській хроніці
- У вересні 1996 року в репортажі світського хронікера газети «Комерсант» Сандро Владикіна з московського казино Nostalgie, де відзначався «4000-й день з дня підписання антиалкогольного указу Михайла Горбачова», його автор жартівливо зараховує Сестер Зайцевих до «активістів російського пияцтва»[8].

- У вересні 2010 року вперше за 10 років вони знову з'явилися на російській сцені. Як стверджує оглядач «Комсомольської правди»[9]:

|  | Звідкись із далекого минулого з'явилися зірки 90-х - сестри Зайцеви. Колишніх поп-співачок Малахов представив, як нині успішних нафтових дилерів. Дві блондинисті дами-близнючки встали на сцені поруч |

## Діяльність із захисту бродячих собак
24 листопада 2010 року сестри Зайцеви стали головними героїнями телепрограми «Пусть говорят» Андрія Малахова. У ній ішлося про діяльність артисток з порятунку 18 бездомних собак, які мешкали на території закритого військового гарнізону поряд з їх котеджем в Ніколо-Урюпіно за 10 км на захід від Москви. Сестри звинуватили військових в тому, що ті відстріляли тварин. Як з'ясувалося, сестри пробралися на територію військової частини № 58142, де, на їхню думку, були відстріляні тварини і, в результаті конфлікту з солдатом, побили його.
Самі сестри розповіли радіоканалу Весті.фм, що в той день вони зайшли на територію, що охороняється військової частини і принесли їжу для зграї, яку регулярно підгодовували, але замість 18 собак до них вийшла лише одна, після спроби з'ясування долю тварин стався конфлікт, який переріс у рукоприкладство. За версією сестер:
|  | Поки ми йшли вздовж дороги, до нас ніхто не підходив. Ще не з'явився підполковник, він давав накази, і хлопці з люттю почали нас бити. Замкнули в кільце кийками, ми не могли вирватися. Потім у Олени звідкись взялася така сила, що вона змогла розімкнути кільце, і ми побігли |

У 2015 році сестри брали участь в ток-шоу «Пусть говорят», присвяченому загибелі 13-річного хлопчика в Читі, якого в березні того ж року живцем загризла зграя бродячих собак. Зайцеви активно виступили проти відстрілу цих тварин.

## Дискографія
- 1995 — Случайные встречи
- 1996 — Сестра